# Karl von Trier
Karl von Trier, nemški plemič in vitez, * 1265, † 18. november 1324, grad Marienburg.
Med letoma 1311 in 1324 je bil veliki mojster tevtonskih vitezov.
1. ↑  NUKAT — 2002.
2. ↑  MAK